# Телегін Іван Олексійович
Іван Телегін (рос. Иван Алексеевич Телегин, нар. 28 лютого 1992, Новокузнецьк) — російський хокеїст, центральний нападник клубу КХЛ Авангард (Омськ). Гравець збірної команди Росії.
Олімпійський чемпіон.

## Ігрова кар'єра
Вихованець новокузнецького клубу «Металург». Хокейну кар'єру розпочав 2009 року.
2010 року був обраний на драфті НХЛ під 101-м загальним номером командою «Атланта Трешерс». 
Захищав кольори професійних команд «Сент-Джонс Айскепс» та ЦСКА (Москва). Наразі ж грає за клуб КХЛ Авангард (Омськ).
Був гравцем молодіжної збірної Росії, у складі якої брав участь у 16 іграх. У складі збірної спортсменів-олімпійців Росії став Олімпійським чемпіоном.

## Нагороди та досягнення
- Олімпійський чемпіон у складі збірної спортсменів-олімпійців Росії — 2018.
- Володар Кубку Гагаріна в складі ЦСКА (Москва) — 2019.[1]

## Особисте життя
У 2016 одружився зі співачкою Пелагеєю.

## Статистика

### Клубні виступи
| Сезон        | Клуб                 | Ліга         | Регулярний сезон | Регулярний сезон | Регулярний сезон | Регулярний сезон | Регулярний сезон | Плей-оф | Плей-оф | Плей-оф | Плей-оф | Плей-оф |
| Сезон        | Клуб                 | Ліга         | І                | Г                | П                | О                | ШХ               | І       | Г       | П       | О       | ШХ      |
| ------------ | -------------------- | ------------ | ---------------- | ---------------- | ---------------- | ---------------- | ---------------- | ------- | ------- | ------- | ------- | ------- |
| 2009–10      | «Сагіно Спіріт»      | ОХЛ          | 51               | 26               | 18               | 44               | 20               | 6       | 1       | 1       | 2       | 6       |
| 2010–11      | «Сагіно Спіріт»      | ОХЛ          | 59               | 20               | 41               | 61               | 35               | 12      | 2       | 8       | 10      | 8       |
| 2011–12      | «Беррі Колтс»        | ОХЛ          | 46               | 35               | 29               | 64               | 26               | 13      | 5       | 9       | 14      | 6       |
| 2012–13      | «Сент-Джонс Айскепс» | АХЛ          | 34               | 3                | 7                | 10               | 8                | —       | —       | —       | —       | —       |
| 2014–15      | ЦСКА (Москва)        | КХЛ          | 31               | 3                | 1                | 4                | 29               | 3       | 0       | 0       | 0       | 2       |
| 2015–16      | ЦСКА (Москва)        | КХЛ          | 41               | 6                | 3                | 9                | 22               | 18      | 3       | 5       | 8       | 8       |
| 2016–17      | ЦСКА (Москва)        | КХЛ          | 43               | 3                | 9                | 12               | 30               | 10      | 0       | 2       | 2       | 10      |
| 2017–18      | ЦСКА (Москва)        | КХЛ          | 44               | 7                | 7                | 14               | 12               | 17      | 0       | 3       | 3       | 40      |
| 2018–19      | ЦСКА (Москва)        | КХЛ          | 49               | 6                | 16               | 22               | 26               | 20      | 1       | 2       | 3       | 9       |
| Усього в АХЛ | Усього в АХЛ         | Усього в АХЛ | 34               | 3                | 7                | 10               | 8                | —       | —       | —       | —       | —       |
| Усього в КХЛ | Усього в КХЛ         | Усього в КХЛ | 208              | 25               | 36               | 61               | 119              | 68      | 4       | 12      | 16      | 69      |

### Збірна
| Рік                | Команда            | Турнір             | Місце              | І  | Г | П | О  | ШХ |
| ------------------ | ------------------ | ------------------ | ------------------ | -- | - | - | -- | -- |
| 2009               | Росія              | WHC17              | 7-е                | 5  | 2 | 2 | 4  | 4  |
| 2010               | Росія              | МЧС                | 6-е                | 5  | 0 | 0 | 0  | 2  |
| 2012               | Росія              | МЧС                | 2                  | 6  | 1 | 1 | 2  | 12 |
| 2016               | Росія              | ЧС                 | 3                  | 10 | 4 | 2 | 6  | 4  |
| 2016               | Росія              | КС                 | 4-е                | 4  | 1 | 2 | 3  | 0  |
| 2017               | Росія              | ЧС                 | 3                  | 10 | 2 | 1 | 3  | 4  |
| 2018               | СОР                | ОІ                 | 1                  | 6  | 1 | 2 | 3  | 4  |
| 2019               | Росія              | ЧС                 | 3                  | 8  | 1 | 1 | 2  | 4  |
| Молодіжна збірна   | Молодіжна збірна   | Молодіжна збірна   | Молодіжна збірна   | 16 | 3 | 3 | 6  | 18 |
| Національна збірна | Національна збірна | Національна збірна | Національна збірна | 38 | 9 | 8 | 17 | 16 |